# Přestavlky u Čerčan
Přestavlky u Čerčan é uma comuna checa localizada na região da Boêmia Central, distrito de Benešov.